# Distretto di Balakən

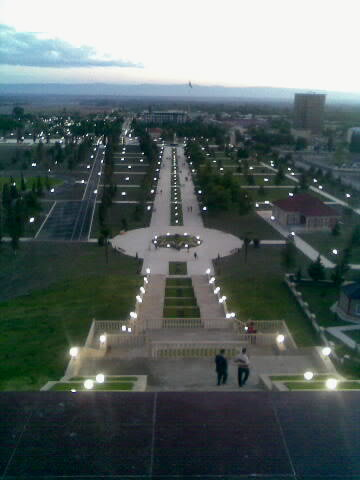
Parco pubblico a Balakən.

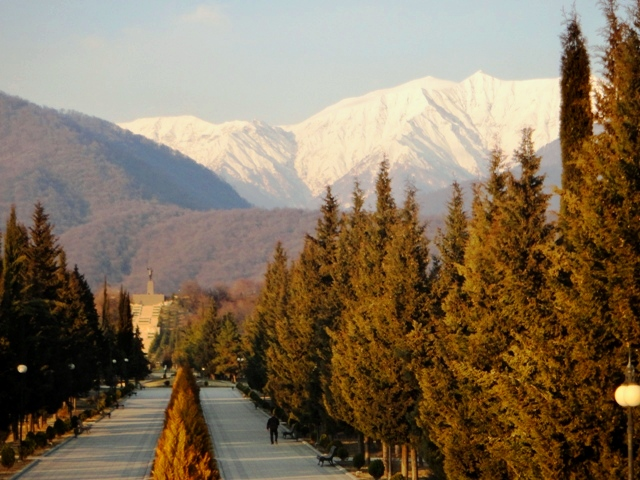
Parco pubblico a Balakən.

Il distretto di Balakan (in lingua azera : Balakən, in lingua georgiana : ბელაქანი) è un distretto, situato nel nord-ovest del Paese, si incunea tra la Russia e la Georgia.
La sua capitale è la città di Balakən.

## Società

### Lingue e dialetti
La maggior parte della popolazione parla la lingua azera con una minoranza di locutori Avari e Georgiani.

### Religione
Circa il 95% della popolazione della regione del Balakan sono Musulmani.